# ギアフン県
ギアフン県（ギアフンけん、ベトナム語：Huyện Nghĩa Hưng / 縣義興? ）は、ベトナムナムディン省の県である。面積は250.47km²、人口は205,280人（2015年）である。

## 行政区画
3市鎮21社を管轄する。